# Гексадекан
Гексадекан (цетан) CH3(CH2)14CH3 — ациклічний, насичений вуглеводень нормальної будови; безбарвна кристалічна речовина.

## Фізичні властивості
Температура плавлення 18,1 °C;
Температура кипіння 286,8 °C;
Густина — 0,7751 (20 °C, відносно води при 4 °C);
Показник заломлення — 1,43435 (20 °C);
Тиск пари (в мм рт.ст.): 1 (105 °C); 10 (149 °C); 40 (182,8 °C); 100 (209,5 °C); 400 (259 °C);
Легко розчиняється в гарячому пропіленовому спирті, розчинний у багатьох органічних розчинниках (ацетоні, діетиловому ефірі, етанолі). Цетан є ідеальним дизельним паливом.

## Ізомерія
Теоретично можливо 10 359 ізомерів з таким числом атомів.

## Отримання
Отримують цетан нагріванням октілброміду з натрієм та іншими методами.

## Використання
Цетан використовують як еталон для визначення цетанового числа, яке характеризує якість дизельного палива.